# つるぺた (ゲーム)
『つるぺた』は、2003年6月27日にWitchから発売されたアダルトゲーム。ジャンルはアドベンチャーゲーム。

## 概要
ゲーム内容は突如押しかけてきた“春日未結”との新婚生活を楽しむという物だが、本作の特徴的な要素として、未結が主人公を呼ぶときの呼び方を“お兄ちゃん”・“ご主人様”・“パパ”の3つから選べるというシステムが搭載されている。

## 登場キャラクター
相馬隼人
主人公。女子校に勤務する体育教師、陸上部副顧問。未結の押しかけについて、その時まで全く知らなかった。
春日未結
声：野神奈々
隼人の家に押しかけてきた幼妻。
百合原奈月
声：九条信乃
陸上部部員（ただし、あまり顔は出さない）。
山本沙紀
声：青山ゆかり
未結と同年齢（学校は異なる）。隼人には交通事故に遭いそうだったところを助けてもらった恩がある。
山本士郎
同僚の体育教師で陸上部顧問。沙紀の父親。
真壁智信
隼人が勤務する学校の学園長。娘が駆け落ちしてから厳しい性格に。

## スタッフ
- シナリオ：ぺーすけ
- 原画：鳴海鈴音
- 音楽：
  - OP：「つるぺたさんいらっしゃ～い」
    - 作詞：桃井はるこ / 作曲：小池雅也 / ボーカル：UNDER17

## 「つるぺた」とは
つるぺたとは、乳房が発達せず、平たい状態（幼児体形）で、陰毛もない、乳房・陰毛共にタナー段階Iの女性、特に思春期前の幼女の体型を指すスラングである。主にアニメやアダルトゲーム等二次元の分野で、キャラクターの萌え属性として使われる。
「下がつるつるで上はぺったんこ」を意味してつるつるぺったん（略してTTP）とも言う。これらは思春期・成人女性に対しても使うことができる。
本作の作品名は、メインヒロインが上記の思春期前の女児の体形であることに由来する。

### 起源
この言葉の発祥については諸説ある。が最有力はアリスソフト。
- アダルトゲームメーカー・アリスソフトのユーザークラブ会誌の中の一コーナー・PTTP（プロジェクト・つる・つる・ぺったん）→つるつるぺったん→つるぺた
- アニメ雑誌『ファンロード』の読者欄